# Simon-Kucher & Partners
Simon-Kucher & Partners é uma empresa global de consultoria de gestão, com mais de 1.300 funcionários em 38 escritórios. Fundada em 1985 por Hermann Simon, Eckhard Kucher e Karl-Heinz Sebastian, a Simon-Kucher & Partners realiza projetos focados em estratégia, marketing, preços e vendas e, em 2017, teve um faturamento total de 309 milhões de euros.
Em consequência de sua abordagem de determinar o preço de um produto de acordo com o valor do mesmo, e não através dos seus custos de fabricação, a empresa tornou-se um player global e agora é uma consultoria líder em precificação. A Simon-Kucher tem colaborado com clientes em uma ampla gama de projetos, visando sempre elevar seus faturamentos, ao invés de cortar  custos.

## Clientes
Os clientes da Simon-Kucher & Partners são empresas de grande e médio porte e startups de diversos setores, incluindo: fabricantes de automóveis e fornecedores automotivos, serviços bancários e financeiros, materiais básicos, construção, produtos químicos, eletrônicos, energia, empresas de venda e trading, imóveis, industriais, tecnologia, telecomunicações, seguros, serviços públicos e sociais, engenharia, private equity, mídia e entretenimento, tecnologia médica, empresas farmacêuticas, software, turismo e transporte e logística.

## Premios
O estudo "Management Consulting 2007", realizado pelo professor de economia alemão Dietmar Fink, em cooperação com a Manager Magazin, colocou a Simon-Kucher & Partners em primeiro lugar na área de consultoria de "Marketing e Vendas". Outro estudo da brand eins Wissen e Statista premiou a empresa com o título de "Melhor Consultoria" na Alemanha por cinco anos consecutivos em 2014, 2015, 2016, 2017 e 2018 nas áreas de "Marketing e Precificação" e "Vendas e Gestão de Relacionamento com o Cliente". A Simon-Kucher também foi classificada como o "líder mundial em assessorar empresas sobre como precificar seus produtos" pela revista BusinessWeek e foi reconhecida como uma das líderes globais em precificação pelo Financial Times em 2018.